# Relaciones Costa Rica-Jamaica
Las relaciones Costa Rica-Jamaica se refieren a las relaciones internacionales que existen entre Costa Rica y Jamaica.
Las relaciones diplomáticas entre Costa Rica y Jamaica se establecieron durante la segunda administración de José Figueres Ferrer (1970-1974). Los Embajadores de Costa Rica en Jamaica han sido José Pablo Quirós Quirós (Embajador de carrera en la República Dominicana, concurrente en Jamaica, 1971-1973), Julio López-Calleja Tamayo (Embajador en la República Dominicana, concurrente en Jamaica, 1973-1977), Alejandro Alvarado Piza (Embajador en Panamá, concurrente en Jamaica, 1979), Gerardo Bolaños González (Embajador residente, 1981-1982), Carl Eduardo Neil Neil (1982-1987), Róger Churnside Harrison (1987-1990), María Elena Chassoul Monge de Carmona (Embajador de carrera, 1990-1994), José de Jesús Conejo Amador (Embajador de carrera, 1994-1998) , Rodrigo Castro Echeverría  (1998-2002) y Gina Guillén Grillo (Embajadora de Carrera, acreditada el 15 de octubre del 2020). La Embajada jamaicana en México es concurrente para  Costa Rica.

## Relaciones diplomáticas
- Costa Rica tiene una embajada en Kingston.[2] ASí como un consulado general[3] y una oficina consular[4] en la misma ciudad.
- Jamaica tiene una embajada en Ciudad de México, concurrente para Costa Rica.[5]